# テンダイ・ムタワリラ
テンダイ・ムタワリラ（Tendai Mtawarira、1985年8月1日 - ）は、南アフリカ共和国のラグビーユニオン選手。

## プロフィール
- ジンバブエ・ハラレ出身。
- ポジションはプロップ(PR)。
- 身長 183cm、体重 116kg
- 愛称は「ビースト」。
- 南アフリカ代表キャップは117（2020年3月現在）でワールドカップ2011・2015・2019の南アフリカ代表に選ばれた[1]。
- バーバリアンズに選ばれたことがある[2]。

## 略歴
ナタル・シャークス、シャークスを経て、2020年、オールドグローリーDCに加入。 